# Dzmitryj Ščahrykovič
Dzmitryj Mikalaevič Ščahrykovič (in bielorusso Дзмітрый Мікалаевіч Шчагрыковіч?; in russo Дмитрий Николаевич Щегрикович?, Dmitrij Nikolaevič Ščegrikovič; Salihorsk, 7 dicembre 1983) è un calciatore bielorusso, centrocampista dello Šanchaj Sluck.

## Palmarès

### Club

#### Competizioni nazionali
- Coppa di Bielorussia: 1

MTZ-RIPO Minsk: 2007-2008